# Karlovo náměstí (stanice metra)
Karlovo náměstí (zkratka KN) je stanice metra nacházející se na pražském Novém městě, nedaleko stejnojmenného náměstí (přesněji pod několika bloky domů směrem k náměstí Palackého a řece Vltavě), na lince B a jejím úseku I.B. Otevřena byla 2. listopadu 1985. Projektový název byl Palackého náměstí.

## Charakteristika stanice

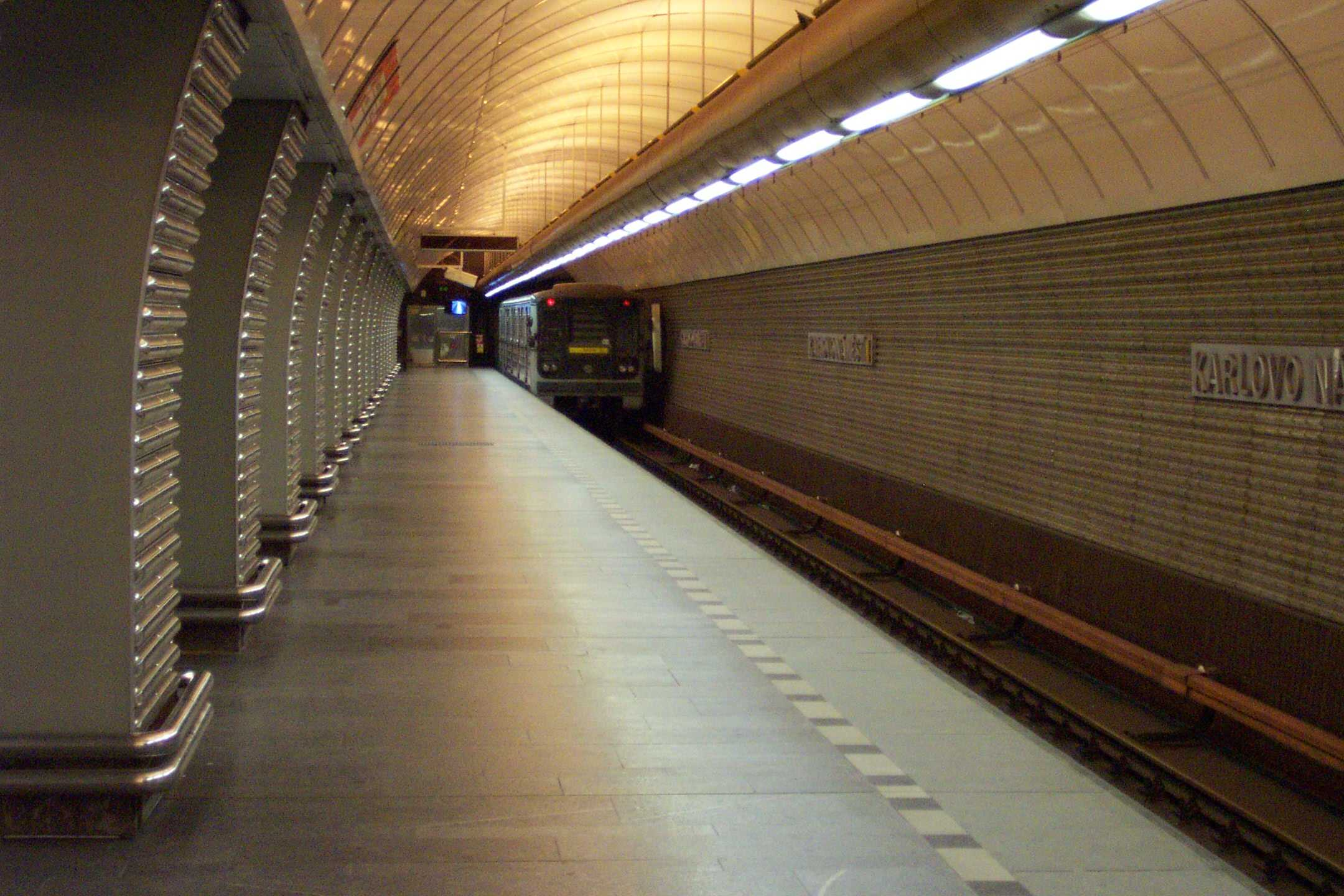
Boční loď nástupiště stanice

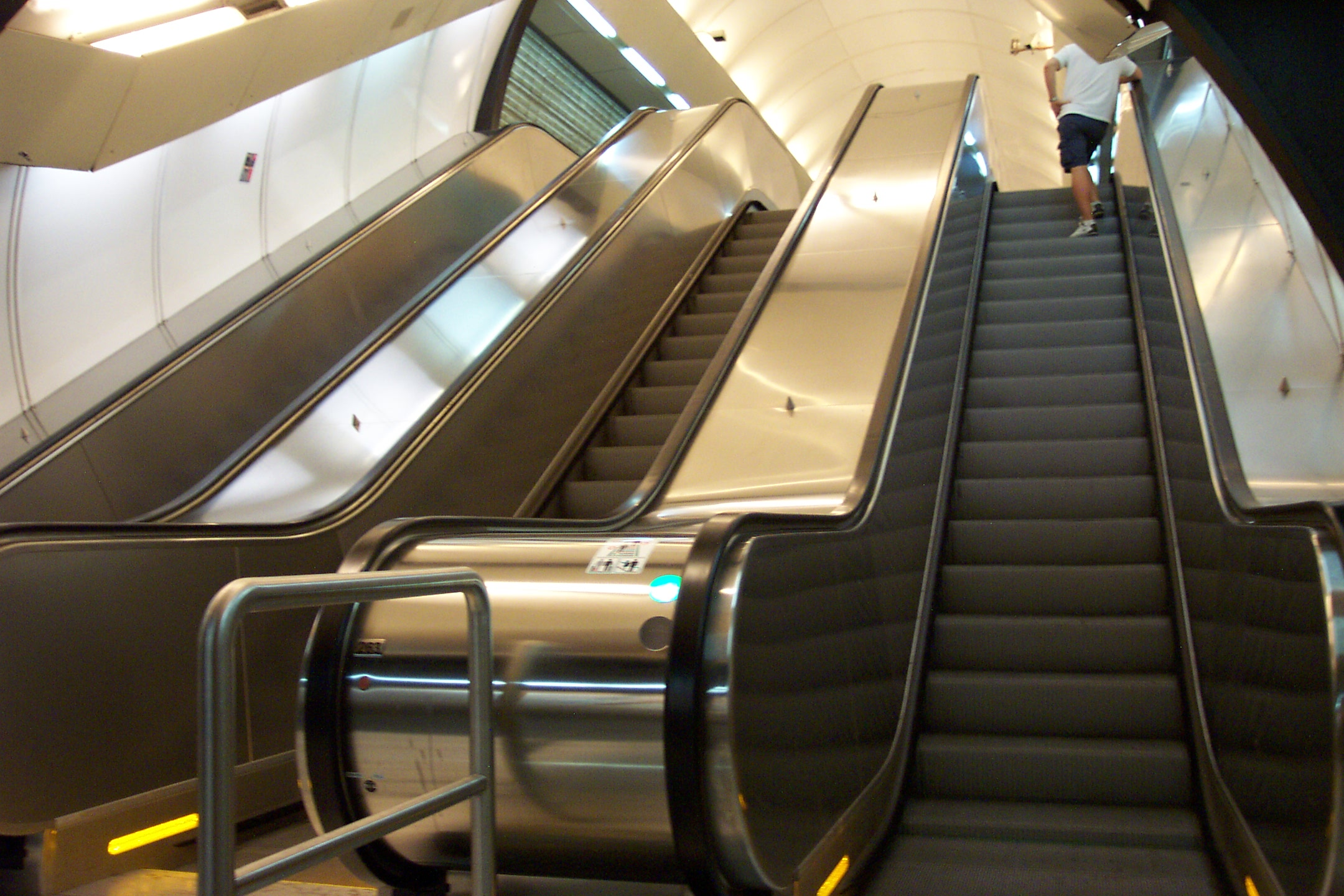
Krátké eskalátory, umístěné u výstupu z nástupiště na povrch; vyměněny v roce 2006 (původně se zde nacházely schody od domácího výrobce Transporta)

Karlovo náměstí je podzemní trojlodní ražená stanice. Založena je 40 m hluboko a dlouhá je 165 m, a to včetně technologického zázemí. Byla vybudována s plnou délkou středního tunelu, částečně pokračujícího i mimo nástupiště (střední loď po krátkých eskalátorech pokračuje jako krátká přestupní chodba (z jižní strany lomená) k eskalátorovým tunelům).
Ostění bylo provedeno ze železobetonových tybinků (traťové tunely k dalším stanicím mají ale oběma směry ostění železobetonové), obklad pak ze skleněných tvarovek (autor ak. soch. František Vízner), umístěných na fólii béžové barvy, typické i v jiných odstínech pro úseky metra I.B, II.B a III.B. Podobné tvarovky, avšak již trochu větší, byly použity i u stanice Jinonice. Stěny v prostupech pak jsou obloženy pouze bezpečnostním sklem CONNEX (podobně jaké téměř na celé lince B).

## Vestibuly

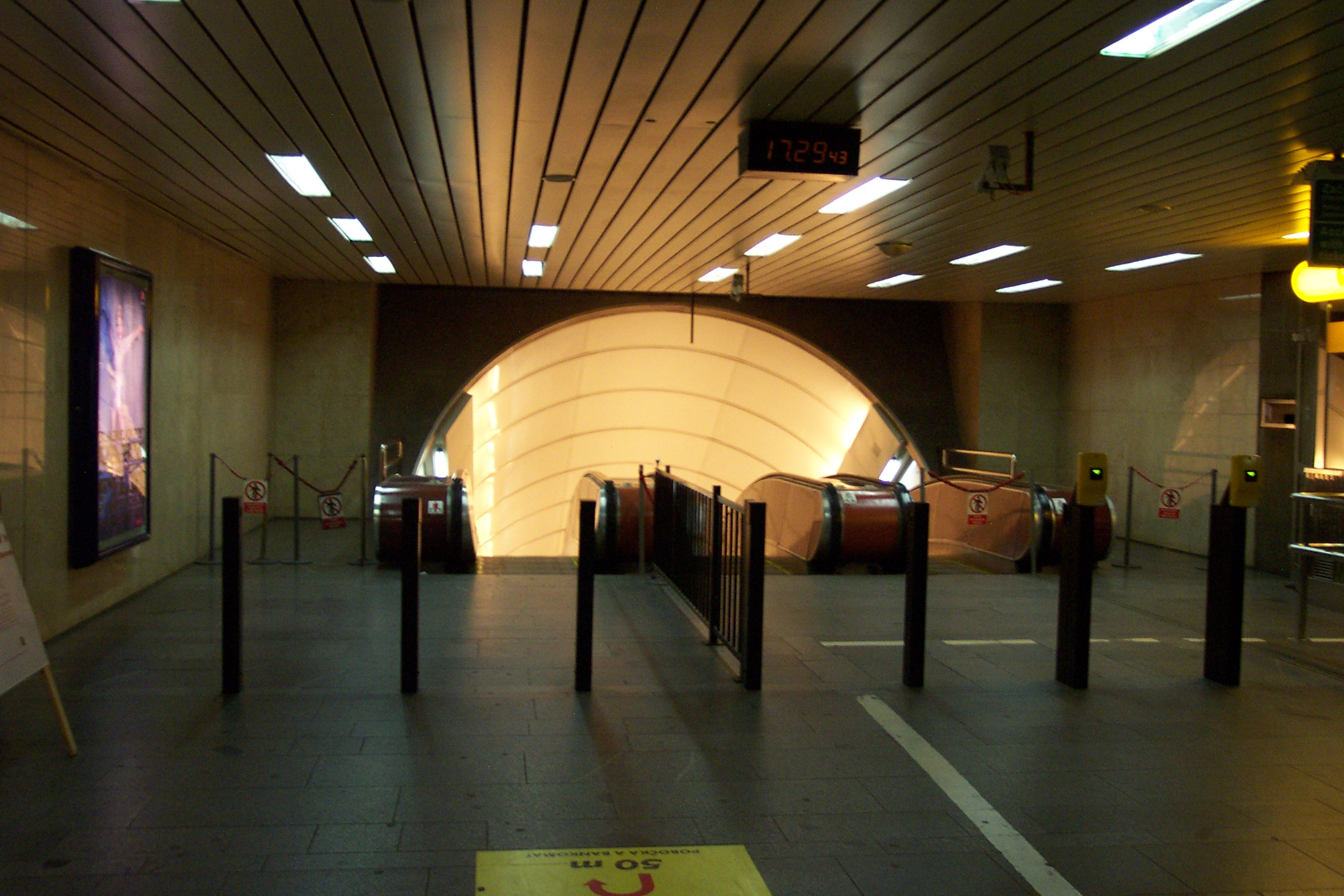
Vyústění eskalátorového tunelu ve vestibulu pod Karlovým náměstím

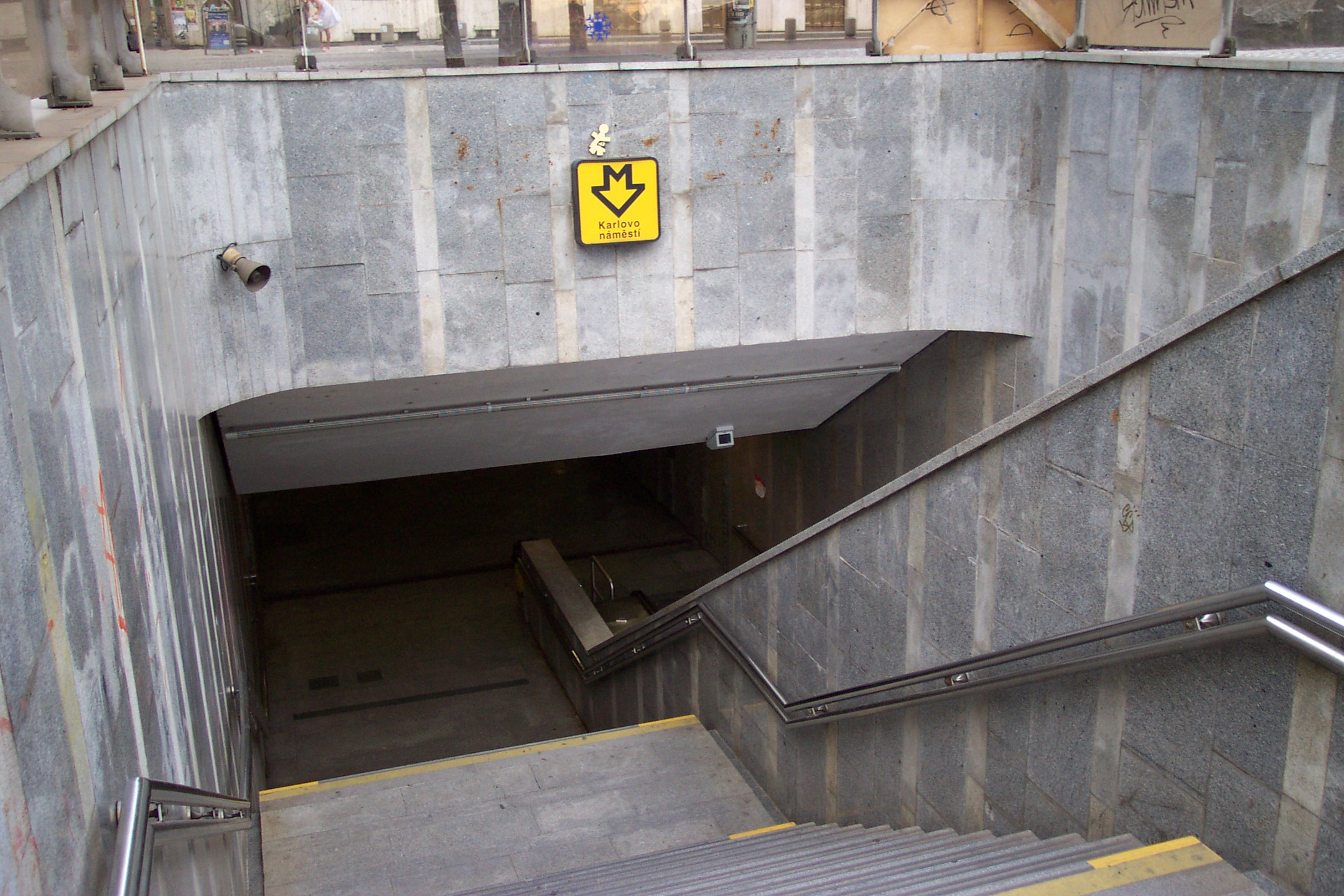
Vstup do vestibulu Palackého náměstí

Stanice má dva vestibuly, spojené s nástupištěm eskalátorovými tunely s eskalátory sovětského typu. První, severní vestibul je podzemní, s pěti výstupy. Nachází se zhruba uprostřed stejnojmenného náměstí a umožňuje zde přestup na tramvajové spoje. Při výstavbě multifunkčního objektu, který se nad ním nachází od počátku 21. století, musel být dočasně uzavřen a prošel rekonstrukcí.
Druhý vestibul je také podzemní a nachází se pod Palackého náměstím. Je to podélná hala o rozměrech 95×13 m. Navazuje na něj plynule chodba do Zítkových sadů.

## Historie
Výstavba stanice, která probíhala v letech 1979–1985 stála 711 milionů Kčs, což bylo nejvíce z celého úseku I.B Tyto náklady jsou pochopitelné vzhledem k tomu, že se jednalo o stanici s dvěma výstupy, strojovnami eskalátorů (umístěné jsou pod vestibuly) a s východy, umístěnými složitěji než u stanic ostatních.
Stanice Karlovo náměstí byla také zatopena pětisetletou vodou (při vniknutí proudu vody až sem byly odplaveny skleněné čočky ze stanice Náměstí Republiky) a musela být tak na podzim roku 2002 rekonstruována. To znamenalo po vyčerpání vody kompletní výměnu veškeré elektrotechniky, obkladů horních částí všech tří lodí, tj. desek typu Ecrona za smaltované plechy a důkladnou kontrolu a vyčištění eskalátorů. Na rozdíl od jiných stanic zde ale byly zachovány žluté válcové sdružené nosiče osvětlení, odstraněny však byly typické sodíkové výbojky, nasvěcující vrchní část bočních lodí. Spolu se stanicí Anděl zde byl zahájen provoz kyvadlově již 9. prosince téhož roku, pouze ale s výstupem na Karlovo náměstí; výstup na Palackého náměstí byl zprovozněn až 12. března roku 2003.
V roce 2006 byly též zrekonstruovány krátké eskalátory u výstupu ze stanice a i některé umístěné přímo ve vestibulech; původní schody československé výroby značky Transporta nahradily modernější vyrobené v Západní Evropě.
V roce 2010 ve stanici proběhl pilotní projekt změny dopravního značení, které bylo vytvořeno i na základě zkušeností ve světě. Navzdory kladné zpětné vazbě se změna především z finančních důvodů nerozšířila. (Změna pouze v metru by vyšla řádově na 30 mil. Kč.)
Od 25. května 2021 je ze stanice otevřen nový výtah do Václavské ulice.

## Statistiky
Obrat cestujících v roce 2000 byl celkem 58 805 osob, z toho nástup 29 262 a výstup 29 543. V roce 1986 v ranní špičce to bylo celkem 12 200, z toho nástup 4 300, výstup 7 900.